# 東久留米市立図書館
東久留米市立図書館（ひがしくるめしりつとしょかん）は、東京都東久留米市にある公共図書館。
中央図書館、滝山図書館、ひばりが丘図書館、東部図書館からなる。
中央図書館は東久留米市による直接運営、滝山図書館、ひばりが丘図書館、東部図書館の3地区館は2013年（平成25年）4月から指定管理者制度を導入し、株式会社図書館流通センターが指定管理者となっている。

## 沿革

### 前史

#### 町制時代の文庫活動
町制時代の昭和30年代半ば、久留米町は大規模団地が次々に建設され、1960年（昭和35年）からの10年間で4.1倍という東京都で最大の増加率を記録し、一時は人口約7万8千人で、町としては日本一人口が多かった。人口増加に行政の各種公共施設整備が追いつかず、団地の自治会や公務員住宅の住民活動から子どものための文庫が多く誕生したが、これらの文庫の活動は子どもへ本を手渡すサービスを行うとともに、行政へ公立図書館の設置を働きかけるという側面も持っていた。
1970年（昭和45年）8月、公立図書館の建設に向けた図書選定委員会が発足し、1,016冊を選定した。発足時の図書選定委員19名には、児童文学作家の古田足日ら文庫の関係者3名も含まれていた。同年9月には、町内の7文庫が参加した東久留米地域文庫・親子読書連絡会（以下、文庫連）が発足。同年10月、久留米町は市制施行し東久留米市となる。

#### 婦人子ども図書館開館と中央図書館建設への動き

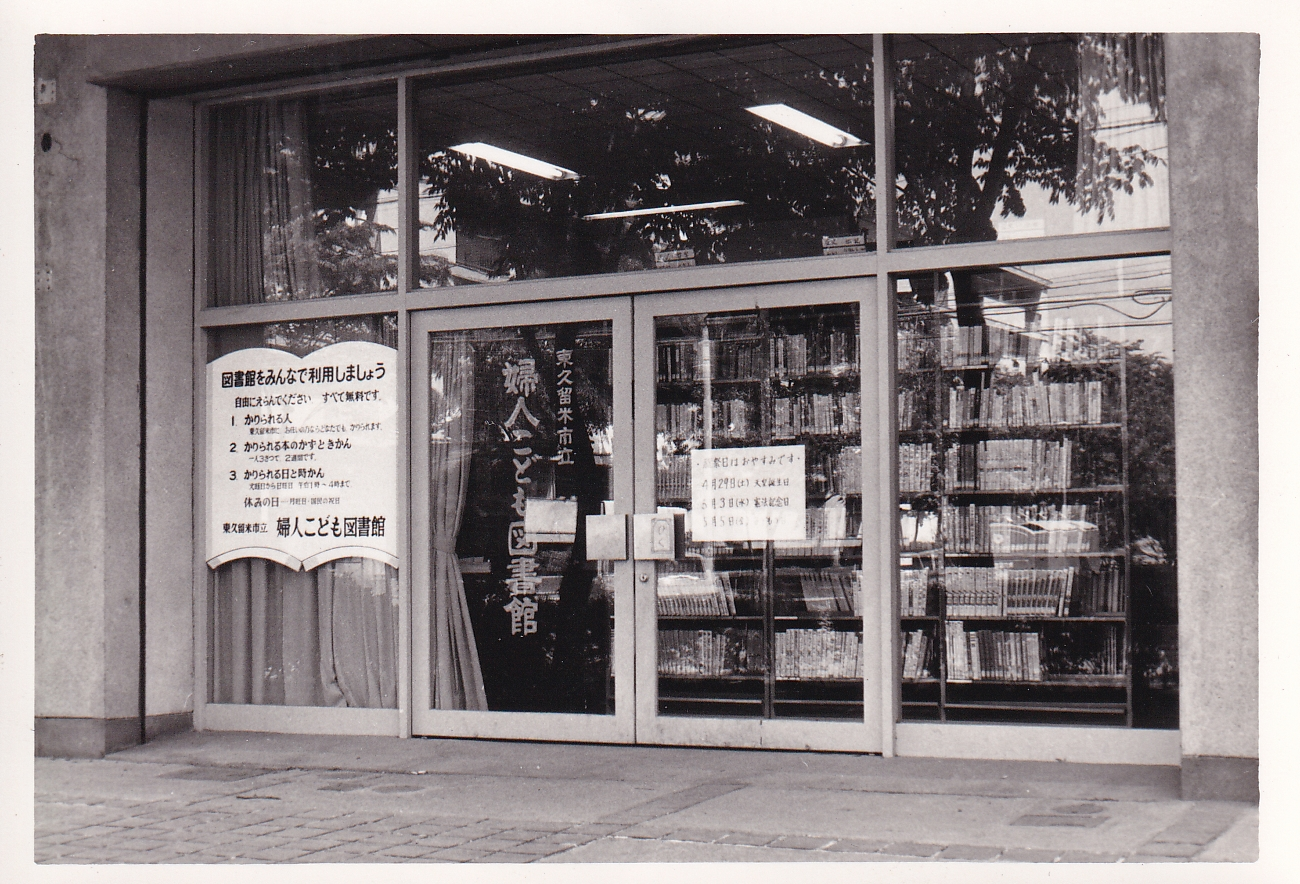
婦人子ども図書館

1971年（昭和46年）2月、市内の上の原地区に、面積39m2、蔵書約5,000冊の婦人子ども図書館が開館する。これは、東久留米団地自治会が、その団地集会室ではじめた自治会文庫を市に寄付したものである。同年4月には、団地自治会の働きかけもあり、移動図書館「くるめ号」が巡回業務を開始した（開始当時の駐車地は21ヶ所）。この時期の東久留米市では、自治会と家庭文庫活動が公共図書館をつくる運動を後押ししたが、中でも文庫連絡会会長や図書館協議会委員も務めた山本幸世の功績は大きい。
1972年（昭和47年）10月、文庫連は勉強会に日野市立図書館長の前川恒雄を招へいし、講演「新しい市民の図書館はどうあるべきか」を行い、11月には市長および教育長とそれぞれ懇談の場を持っている。こうして1973年（昭和48年）には、図書選定委員会を前身とする図書館運営員会が発足するが、役割としては購入図書の選定のみではなく、毎回理想の図書館のあり方が討議され、運営協議会的な性格を持つ会であった。こうした中、中央図書館建設計画が市の長期総合計画（昭和53年-60年）に盛り込まれた。
翌1974年（昭和49年）11月19日、ひばりが丘図書館が開館し、12月には中央図書館の開館を見据えた図書館条例が制定された。

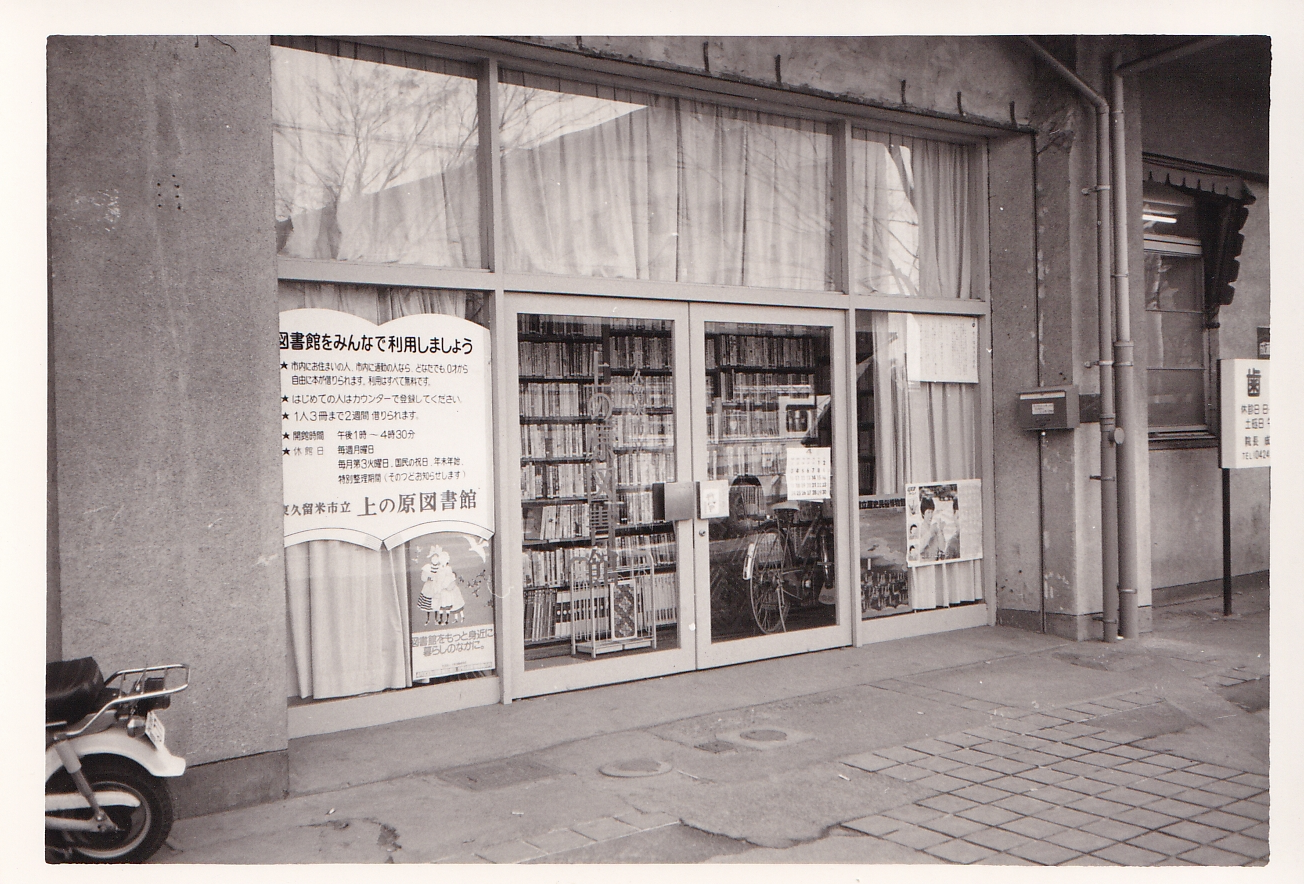
上の原図書館

東久留米市で市民が公共図書館建設のための運動が起こった同時期、東京都は美濃部知事のもとで、区部と多摩地域の図書館設置状況の格差是正のため、昭和46年度から市町村に対し、図書館を新設する際に必要な建設費の二分の一の額の補助金と、開設後3年間の図書購入費の二分の一を補助するという振興政策推進を行っていた。東久留米市では、人口急増により学校の建設が急務であったため、中央図書館建設において他市に遅れを取っていた。1975年（昭和50年）9月、初代東久留米市立図書館長として畔上知男が就任して、ようやく中央図書館建設計画が現実的になるが、1976年（昭和51年）、前年のオイルショックに伴う不況の影響を受けた東京都の財政悪化により、図書館建設助成事業はわずか6年間で中断されてしまう。しかし、振興政策の継続を願って結成された「三多摩の図書館を考える会」に市民らが参加し、知事に質問状を出すなど熱心な運動を行って、最終的には図書館建設分の交付金8千万円を獲得する。

### 中央図書館の開館
1977年（昭和52年）3月、中央図書館建設用地の購入費が議会で承認され、同年5月、図書館協議会で建設設計計画についての検討を開始する。同年9月には、建設設計委託料900万円も議会で承認される。市政アンケートにおいては、市民の中央図書館の「利用したい」という回答が87.5％と、期待が高かった。
1978年（昭和53年）3月、建設費が承認議決されると、同年6月には建設工事に着工するが、同年10月、後に「黒い霧事件」と呼ばれる汚職事件が発生し、当時の市長は引責辞任、図書館建設工事が遅れる事態に陥る。このときも、文庫連は要望書や陳情書を出し続け、中央図書館が予定通り完成するよう市に働きかけていた。
こうして、中央図書館は1979年（昭和54年）5月に本体工事を終了し、同年8月4日に待望の開館をむかえる。開館4か月の貸出数は約8万9千冊、利用者数は約3万7千人にもなった。

### 中規模館3館の開館

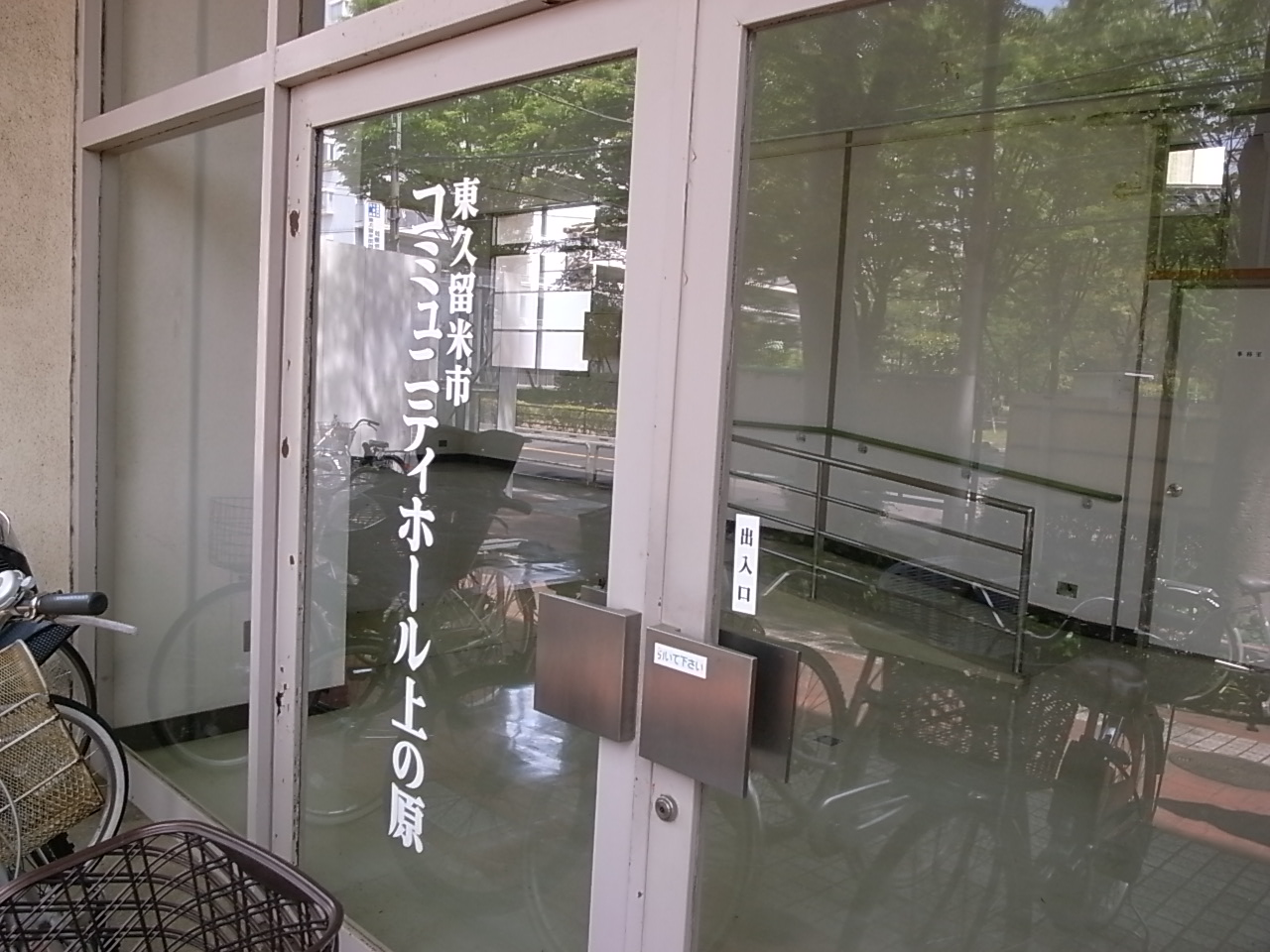
廃止になった上の原図書館の跡

中央館建設前の市の長期総合計画においては、上の原、ひばりが丘、滝山、青少年センター、浅間町、野火止、南町地区センターの小規模7分館構想で図書館整備計画を打ち出していたが、1985年（昭和60年）9月議会において、小規模分館を廃止し、滝山、ひばりが丘、大門町の各地区に3つの中規模分館をつくる内容が明らかとなった。この縮小構想に、分館を望む市民の反対運動は起こるが、活動が実ったのは南町地区の自主運営図書館のみで、市が年間400万円の助成で管理運営は市民が担う「南町コミュニティ図書室」開設が実現した（開設は1989年）。
1987年（昭和62年）に出された「東久留米市立図書館基本構想」での中央館1館、中規模館3館の構想に基づき、最初に滝山図書館が西部地域センターに移設された。
1980年代後半から1990年代、東久留米市の図書館は、利用率が市民の5割を超え、貸出冊数が人口100人当たり500冊以上で、「図書館利用の活発な都市」「活動水準の高い図書館」として評価されている。
1996年（平成8年）ひばりが丘図書館が南部地域センター内で開館、1999年（平成11年）に、東部図書館が東部地域センター内で開館し、中規模館3館すべてが完成すると、それまでの小規模分館と移動図書館は、廃止されていく。上の原図書館の廃止については、市民による反対運動が起こるが、市の方針は変更されず、存続はかなわなかった。
2000年代に入ると、2001年（平成13年）9月、多摩六都5市で登録可能となる図書館共通利用カードを発行、近隣市との相互利用を本格的に開始した。2004年（平成14年）には図書館の公式ホームページを開設、同時にインターネット上で蔵書検索と予約が可能となり、広域利用の時代に移っていくなか、中央図書館の開館30周年をむかえる。

### 指定管理者制度導入をめぐる動き
2012年（平成24年）2月、市から地区館3館に指定管理者制度を導入する提案を盛り込んだ「東久留米市立図書館のあり方に関する検討委員会報告（案）」が出される。図書館協議会は案に対し、導入に慎重になることを求めていたが、その意見は反映されず、2013年（平成25年）4月、地区館3館の運営に指定管理者制度が導入される。地区館への指定管理者制度導入から3年後の2016年（平成28年）3月、市教育委員会に「第二次東久留米市立図書館のあり方に関する検討委員会報告」が報告され、中央図書館にも民間活力の導入が望ましいという見解が示される。これを受けて、2012年（平成24年）当時の図書館協議会の委員長であった山口源治郎は、指定管理者制度導入前と後の統計を比較し、市民登録率が低下していること、指定管理者職員の定着率が低いことなどの問題を指摘、指定管理者制度導入の場合の職員の質とサービスの質の低下について主張、問題提起している。しかし、同年11月にはその報告をふまえた「今後の東久留米市立図書館の運営方針（案）」が提示され、11月と12月で2回にわたり市民からパブリックコメントを募集、合計で379通の意見が寄せられた。意見の97%が、方針案の見直しを求めていたが、2017年（平成29年）2月、市教育委員会は「平成33年度から中央図書館と3つの地区館を一体的に運営する指定管理者を導入する」という運営方針を策定した。

### 略年表
- 1971年（昭和46年）
2月16日 - 婦人子ども図書館開館[1]。
4月5日 - 移動図書館「くるめ号」巡回開始[19]。
- 1974年（昭和49年）
8月1日 - 青少年センター図書館開館[1]。
11月19日 - ひばりが丘図書館開館[1]。
- 1975年（昭和50年）
3月 - 婦人子ども図書館を上の原図書館に改称[1]。
5月8日 - 滝山図書館開館[1]。
9月4日 – 初代図書館長就任[19]。
- 1979年（昭和54年）8月7日 - 中央図書館開館[1]。
- 1986年（昭和61年）6月1日 - 浅間町地区センター図書室開設[38]。
- 1994年（平成6年）11月16日 - 東久留米駅図書返却ポスト設置[39]。
- 1999年（平成11年）7月1日 - 東部図書館開館[40]。
- 2001年（平成13年）3月31日 - 上の原図書館、浅間町地区センター図書室、移動図書館くるめ号の廃止（くるめ号は新潟県金井町に寄贈）[40]。
- 2009年（平成21年）4月 - 中央図書館が「子ども読書活動優秀実践図書館」として、文部大臣表彰を受ける[41]。
- 2013年（平成25年）4月1日 - ひばりが丘、滝山、東部図書館（3分館）、指定管理者制度に移行（委託先：株式会社図書館流通センター）[5]。
- 2015年（平成27年）4月23日 - 中央図書館が「子ども読書活動優秀実践図書館」として、文部科学大臣表彰を受ける[42]。

## 利用案内
東久留米市立図書館4館共通の休館日は金曜日。利用登録が可能なのは、東久留米市に在住・在学・在勤している者、隣接市（小平市・東村山市・清瀬市・西東京市・埼玉県新座市）在住者である。
休館日及び開館時間の規定は東久留米市立図書館条例の記載に基づく
開館時間
- 全館(中央・滝山・ひばりが丘・東部)

9:00-19:00
休館日
- 中央

金曜日、館内整理日（毎月第3火曜日）、年末年始、特別整理期間
- 滝山・ひばりが丘・東部

金曜日、年末年始、特別整理期間

## 事業・取り組みなど

### 読書講演会
中央図書館が開館する以前の昭和50年度から約20年間、児童文学家・学者・評論家等に講師に招いて「読書」をテーマとした「読書講演会」を行っていた。
市内在住者（当時）では、藤沢周平、木暮正夫（昭和51年度）、丹羽基二、古田足日（昭和55年度）らが講師となり、時には東久留米市が舞台となった自作について、市民に語っている。中央図書館開館10周年記念となる平成元年度は、過去の講演会講師の手による直筆サイン色紙の展示も行った。

## 中央図書館

### 建物

#### 面積・構造[64]
- 敷地面積：3,627.6m2
- 延床面積：2,545.3m2
- 構造：鉄筋コンクリート造、地下1階、地上2階
- 収容可能冊数：200,000冊

| 2階     | 調査・資料室、多目的室、会議室、対面朗読室、書庫、事務室 |
| 1階     | 一般開架室、児童室、絵本の森、北開架室、北書庫、事務室   |
| 地下1階 | 書庫                                                     |

#### 時計塔
南側入口に面した時計塔は、東久留米市在住の環境造形作家・中野嶈のデザインによる。1980年（昭和55年）、東京東久留米ロータリークラブの創立10周年を記念し、同クラブから寄贈された。中野は、時計を両手で支えている形を抽象化し、「協調の精神」を意味してデザインしている。

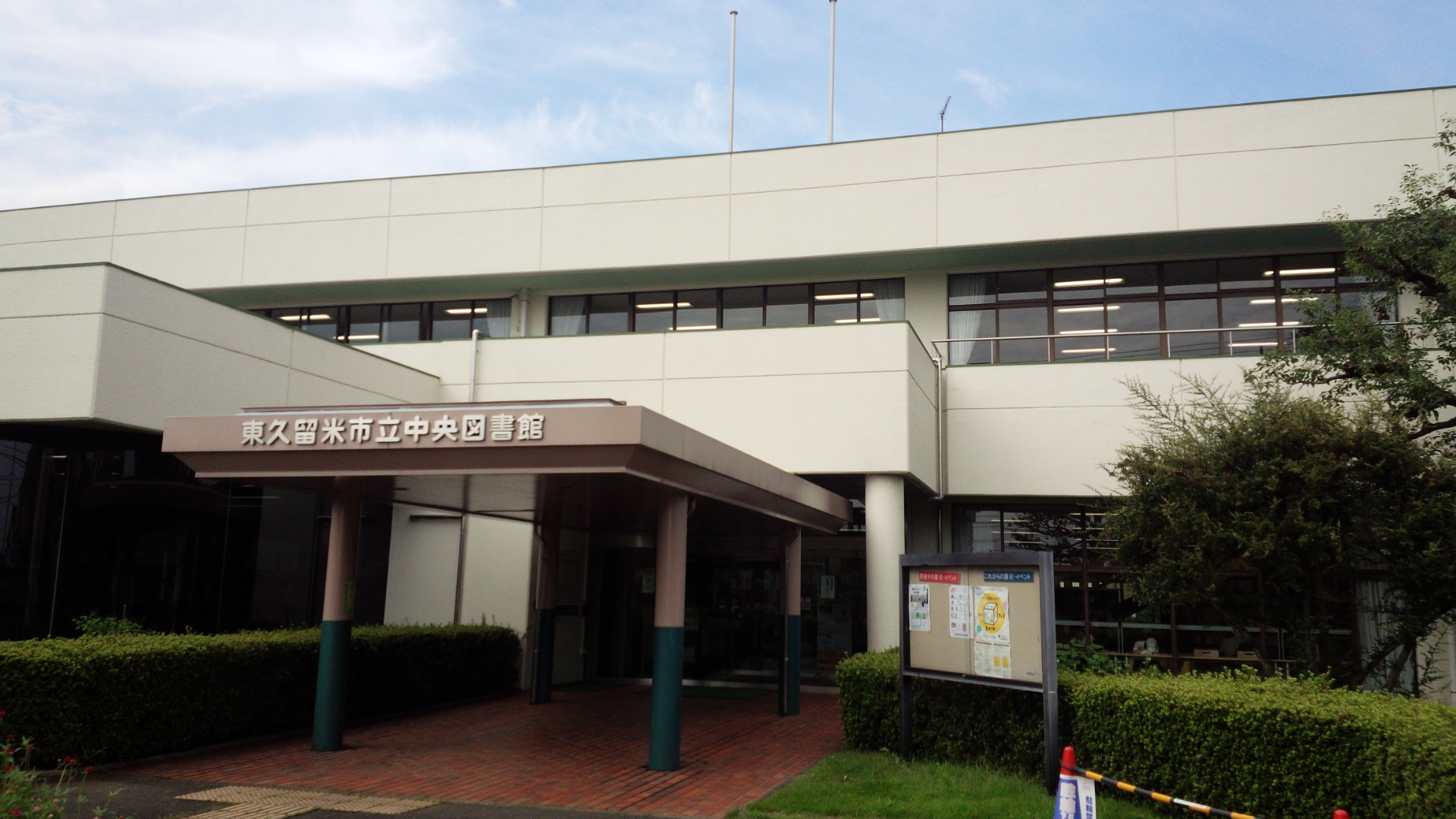
時計塔の裏側から見た中央図書館外観

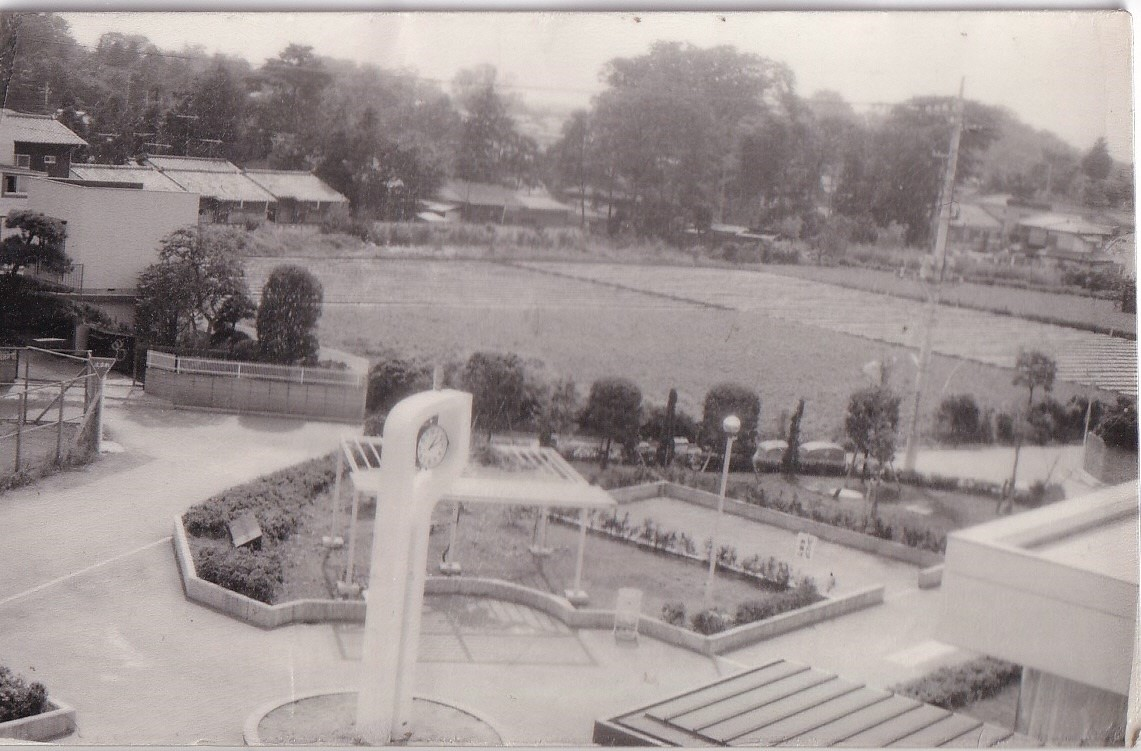
東久留米市立中央図書館の前庭。1980年撮影。

## 滝山図書館

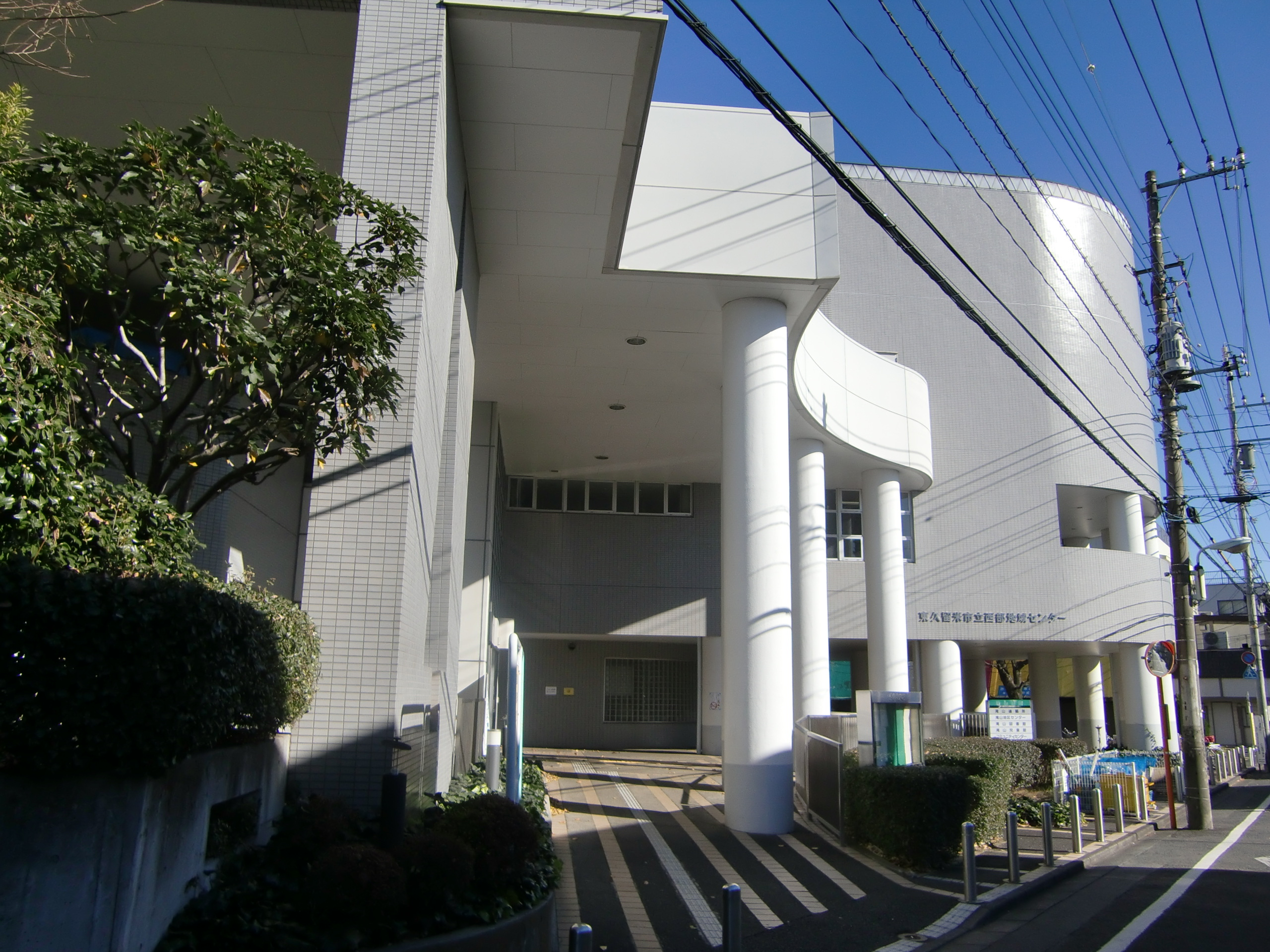
東久留米市西部地域センター

昭和50年代に、最も人口密度の高い滝山団地に開設された。市の長期総合計画策定後に設立した、初の独立分館。
市役所の出張所、老人福祉センター、児童館を併設した複合施設「西部地域センター」の2階にある。

### 基礎情報
- 開館：1975年（昭和50年）5月8日[1]
- 所在地：東久留米市滝山4－1－10　西部地域センター2階[69]
- 専有面積：457m2[69]
- 共有面積：168m2[69]
- 構造（西部地域センター全体）：鉄筋コンクリート造、地下1階、地上3階[69]
- 管理運営：株式会社図書館流通センター[62]
- 蔵書数：65,837点[70]

## ひばりが丘図書館

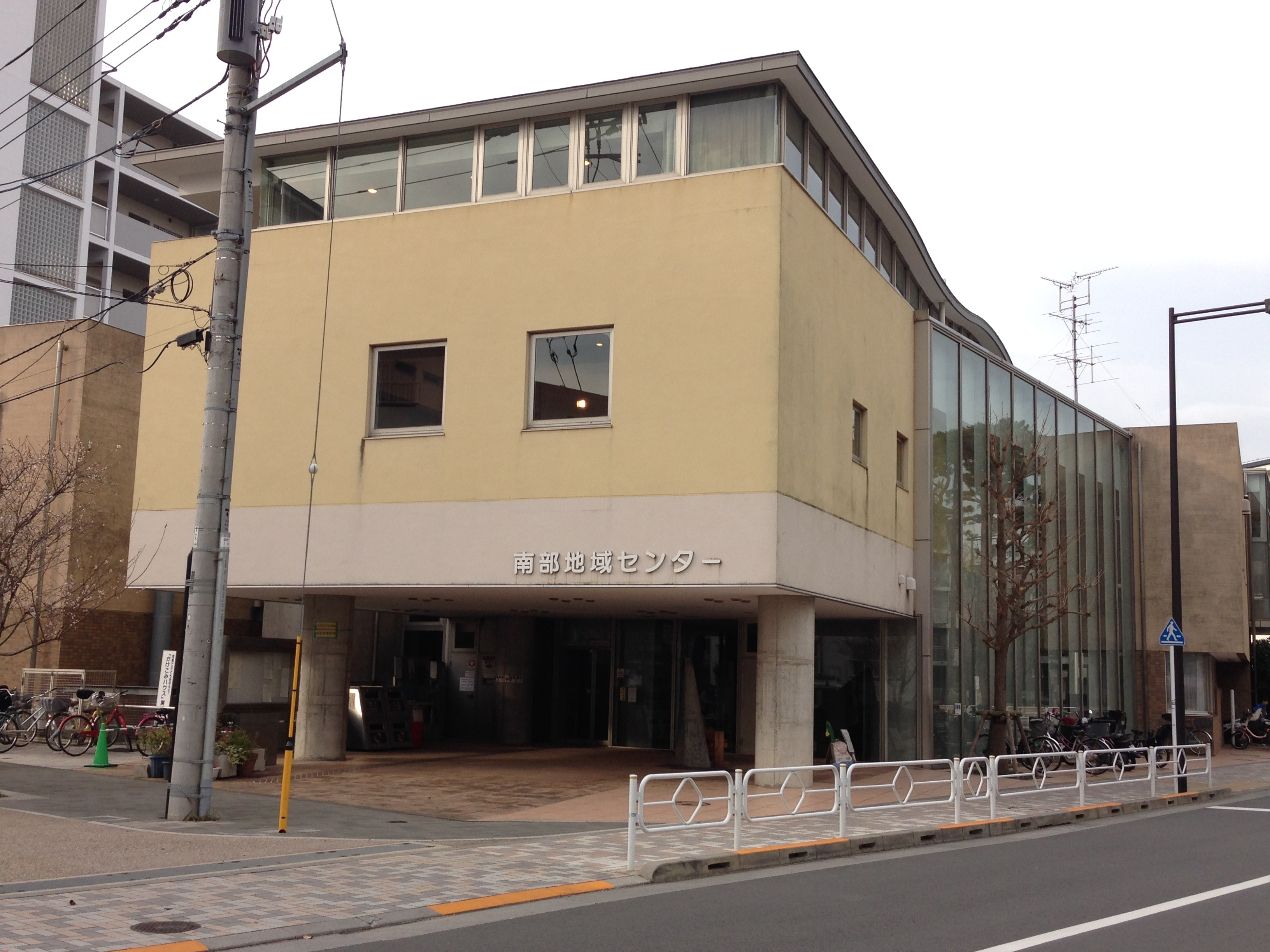
東久留米市南部地域センター

複合施設「南部地域センター」の2階に併設されている。東久留米市と西東京市にまたがるひばりが丘団地の中にあるため、西東京市市民の利用も多い。

### 基礎情報
- 開館：1974年（昭和49年）11月19日[1]
- 所在地：東久留米市ひばりが丘団地185　南部地域センター2階[69]
- 専有面積：464m2[69]
- 共有面積：233m2[69]
- 構造（南部地域センター全体）：鉄筋コンクリート造、地下1階、地上2階[69]
- 管理運営：株式会社図書館流通センター[62]
- 蔵書数：70,234点[70]

## 東部図書館

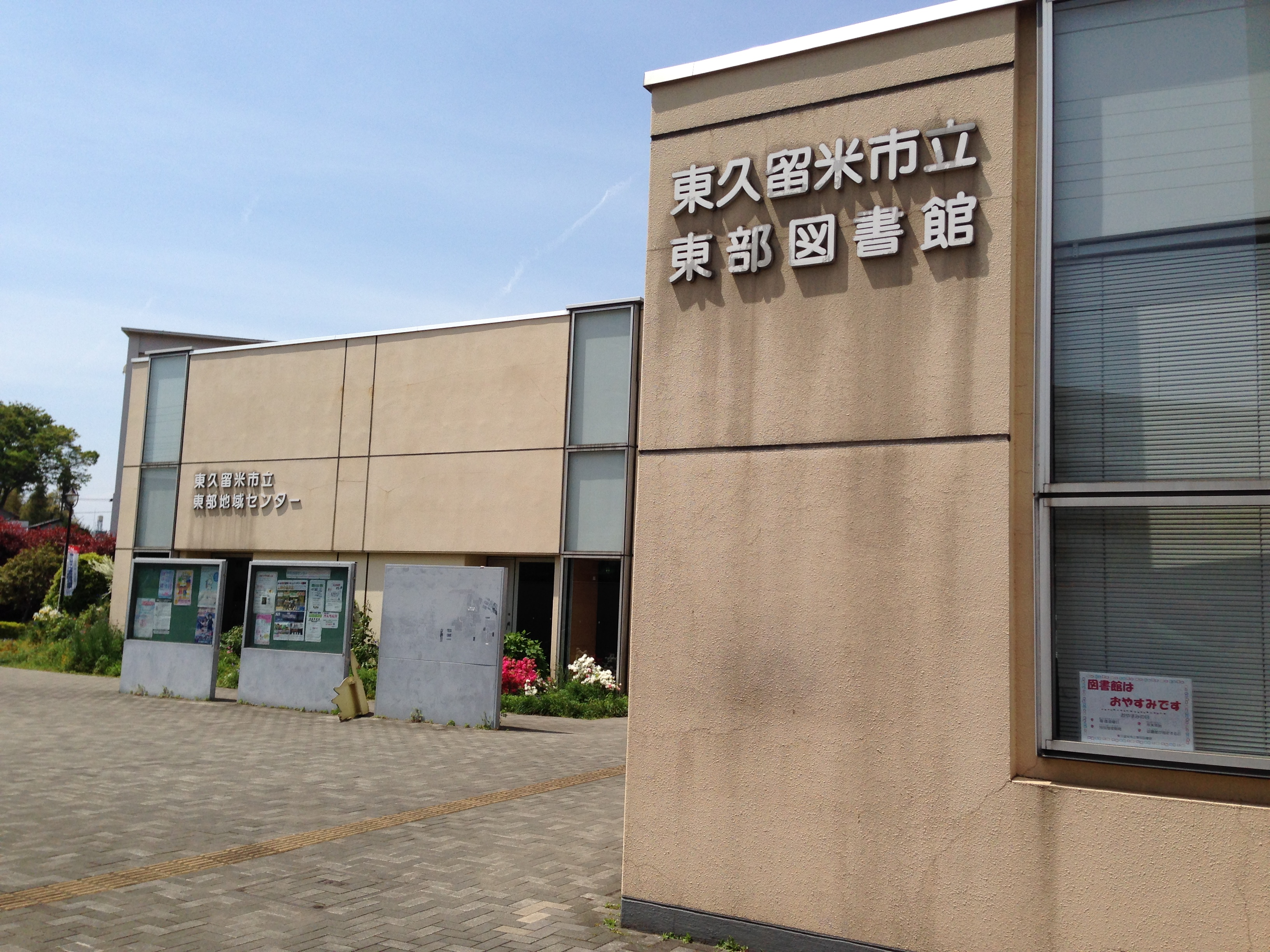
東久留米市東部地域センター

都営住宅に併設の複合施設「東部地域センター」の1階にある。若い家族連れの利用が多く、隣接する埼玉県新座市民も登録可能で多数訪れている。

### 基礎情報
- 開館：1999年（平成11年）7月1日[40]
- 所在地：東久留米市大門町2－10－5　東部地域センター1階[71]
- 専有面積：413m2[71]
- 構造（東部地域センター全体）：鉄筋コンクリート造、地上9階[71]
- 管理運営：株式会社図書館流通センター[62]
- 蔵書数：71,168点[70]

### 書籍
- 『地方自治空白地帯：腐敗構造への挑戦』政治広報センター〈世直しシリーズ（7）〉、1979年。
- 大串, 夏身『図書館サービスの利用と評価』青弓社、1989年。
- 『図書館をしゃぶりつくせ！』宝島社〈別冊宝島EX〉、1994年。
- 黒子, 恒夫『図書館には本がある：元館長の体験的公立図書館論』日外アソシエーツ、1995年。
- 佐藤, 政孝『東京の図書館百年の歩み』泰流社、1996年。
- 佐藤, 政孝『東京の近代図書館史』新風舎、1998年。
- 塩見昇 編『図書館サービス論』 3巻、教育史料出版会〈新編図書館学教育資料集成〉、1998年。
- 菅野峰明、佐野充、谷内達 編『首都圏１』 5巻、朝倉書店〈日本の地誌〉、2009年。

### 記念誌・パンフレット
- 東久留米市立中央図書館 編『中央図書館開館記念 東久留米市立図書館－昭和54年－』東久留米市立中央図書館、1979年。
- 東久留米市立中央図書館 編『東久留米市立図書館この一年－昭和54年度－』東久留米市立図書館、1980年。
- 『十年の歩み』東京東久留米ロータリークラブ、1981年。
- 東久留米地域文庫・親子読書連絡会 編『ひがしくるめの子ども文庫と親子読書会－そのあゆみといま－第二集』東久留米地域文庫・親子読書連絡会、1987年。
- “市民と共に歩む図書館をめざして－東久留米市立図書館のめざすもの－” (PDF).   東久留米市立図書館 (2010年9月). 2017年2月13日時点のオリジナルよりアーカイブ。2017年1月4日閲覧。
- 東久留米市立図書館 編『市民がつくる図書館これまでとこれから』東久留米市立図書館、2010年10月。

### 逐次刊行物
- 『東久留米市としょかん広報』第1号、東久留米市教育委員会、1975年3月31日。
- 『東久留米市図書館だより』第1号、東久留米市教育委員会、1976年3月31日。
- 『東久留米市図書館だより』第2号、東久留米市立図書館、1976年12月25日。
- 『東久留米市図書館だより』第4号、東久留米市立図書館、1978年3月25日。
- 『東久留米市図書館だより』第6号、東久留米市立図書館、1979年12月21日。
- 『東久留米市図書館だより』第8号、東久留米市立図書館、1981年3月24日。
- 『東久留米市図書館だより』第9号、東久留米市立図書館、1981年10月1日。
- 『東久留米市図書館だより』第10号、東久留米市立図書館、1982年3月18日。
- 『東久留米市図書館だより』第11号、東久留米市立図書館、1982年10月1日。
- 『東久留米市図書館だより』第12号、東久留米市立図書館、1983年3月20日。
- 『東久留米市図書館だより』第14号、東久留米市立図書館、1984年3月21日。
- 『東久留米市図書館だより』第17号、東久留米市立図書館、1985年11月15日。
- 『東久留米市図書館だより』第18号、東久留米市立図書館、1986年3月20日。
- 『東久留米市図書館だより』第19号、東久留米市立図書館、1986年11月20日。
- 『東久留米市図書館だより』第20号、東久留米市立図書館、1987年3月25日。
- 『東久留米市図書館だより』第21号、東久留米市立図書館、1987年11月20日。
- 『東久留米市図書館だより』第23号、東久留米市立図書館、1988年11月20日。
- 『東久留米市図書館だより』第24号、東久留米市立図書館、1989年3月25日。
- 『東久留米市図書館だより』第25号、東久留米市立図書館、1989年11月25日。
- 『東久留米市図書館だより』第26号、東久留米市立図書館、1990年3月31日。
- 『東久留米市図書館だより』第27号、東久留米市立図書館、1990年11月30日。
- 『東久留米市図書館だより』第28号、東久留米市立図書館、1991年3月26日。
- 『東久留米市図書館だより』第29号、東久留米市立図書館、1991年11月26日。
- 『東久留米市図書館だより』第30号、東久留米市立図書館、1992年3月26日。
- 『東久留米市図書館だより』第31号、東久留米市立図書館、1992年11月10日。
- 『東久留米市図書館だより』第32号、東久留米市立図書館、1993年3月31日。
- 『東久留米市図書館だより』第33号、東久留米市立図書館、1993年12月24日。
- 『東久留米市図書館だより』第35号、東久留米市立図書館、1994年12月20日。
- 『東久留米市図書館だより』第36号、東久留米市立図書館、1995年4月12日。
- 『東久留米市図書館だより』第37号、東久留米市立図書館、1995年12月26日。
- 『東久留米市図書館だより』第39号、東久留米市立図書館、1998年3月30日。
- 『東久留米市図書館だより』第40号、東久留米市立図書館、1999年3月30日。
- 『東久留米市図書館だより』第41号、東久留米市立図書館、2000年3月30日。
- 『東久留米市図書館だより』第44号、東久留米市立図書館、2003年3月30日。
- 『東久留米市図書館だより』第45号、東久留米市立図書館、2004年3月30日。
- 伊藤, 高博「多摩六都図書館ネットワーク：多摩北部年広域行政圏協議会　図書館専門委員会」『多摩のあゆみ』第120号、たましん地域文化財団、2005年11月15日、136-147頁。
- “図書館のサービスを拡充します” (PDF). 広報ひがしくるめ：第1093号.   東久留米市. p. 6 (2013年3月15日). 2017年1月3日閲覧。
- 東久留米市教育委員会 編『社会教育のあらまし 平成24年度版（2012）』東久留米市教育委員会、2013年。
- 東久留米市教育委員会 編『社会教育のあらまし 平成25年度版（2013）』東久留米市教育委員会、2014年。
- 東久留米市教育委員会 編『社会教育のあらまし 平成27年度版（2015）』東久留米市教育委員会、2016年。
- 東久留米市教育委員会 編『社会教育のあらまし 令和４年版（令和3年度分）』東久留米市教育委員会、2022年。
- 山口, 源治郎「指定管理者制度で破壊される公立図書館の基盤：東久留米市の事例を通して」『出版ニュース』第2424号、出版ニュース社、2016年9月11日、4-11頁。
- 「図書館界ウオッチング2」『出版ニュース』第2426号、出版ニュース社、2016年10月1日、18-19頁。
- 「図書館界ウオッチング12」『出版ニュース』第2432号、出版ニュース社、2016年12月1日、14-15頁。